# Runit
Runit — система инициализации. В целом он очень похож на init. Каталоги с уровнями инициализации хранятся в /etc/runit/номер_уровня. Также предоставляет следующие возможности:
- демонизация процессов
- журналирование вывода процесса и ротация логов
- запуск, остановка, перезапуск, запрос состояния, управляющие скрипты для init.d
- выключение и запуск сервисов автоматически при появлении новых сервисов в списке либо удалении старых из списка
- возможность ведения нескольких независимых списков сервисов одновременно (например, для каждого пользователя отдельно и для системы в целом)
- удобный API для управления сервисами
- ускоренная загрузка системы по сравнению с обычной системой инициализации

## Использование
Для дистрибутива Dragora Runit используется как система инициализации по умолчанию и является заменой традиционной Sysvinit. Был реализован в Dragora 2.0 и претендует быть системой запуска по умолчанию в будущих релизах.
В дистрибутиве Void Linux Runit используется как родная система инициализации и как система управления сервисами.